# Вулиця Святого Миколая (Бучач)
Вулиця Святого Миколая — одна з вулиць старої частини міста Бучач,Тернопільської області. Входить до складу міського виборчого округу № 9.

## Відомості
Розташована між вулицями Галицькою та Пушкіна. Розпочинається від правого парного боку вулиці Галицької, пролягає зигзагоподібно, наприкінці з розворотом майже на 180° від початкового напрямку виходить на вул. Стуса.
Забудова представлена в основному 2—3-поверховими будинками австрійського періоду. На парній (правій) стороні є два одноповерхові особняки.
У липні 2016 року постелили асфальтове покриття на відтинку проїзної частини, вартість якого склала 500 тис. грн.

## Пам'ятки архітектури
На вулиці відсутні будівлі установ та організацій, за винятком пам'ятки архітектури національного значення — церкви святого Миколая (№ 8). Перед церквою розташований невеликий майдан, територія навколо храму відділена кам'яним муром висотою орієнтовно 2,5—3,5 м. До храму можна доїхати асфальтованою дорогою з вулиці Галицької.